# 告示牌榜單
公告牌榜单展示了单曲或专辑在美国及其他地方的相对受欢迎程度，每期公告牌榜单都会刊载在《公告牌》杂志上。“公告牌商业（Billboard BIZ）”是公告牌榜单在互联网的拓展，它还额外提供其他的每周榜单。 除了每周榜单之外，公告牌榜单还会发布年度榜单及十年榜單。 公告牌榜单还会根据音乐类型制订专门的榜单，例如：节奏蓝调、乡村音乐、摇滚乐及其他目前所有的音乐类型。对于公告牌榜单的许多榜单来说，其排名的依据可能是唱片销售量、电台点播量或流媒体在线播放量。但是对于公告牌榜单的主要榜单之一公告牌百强单曲榜来说，这三个数据都在其制订榜单的依据中。 而对于公告牌二百强专辑榜来说，无论是实体唱片销量，还是整张数位专辑及串流專輯的销量，都计算在专辑销量内。
自2015年7月之后，公告牌榜单的销量类和流媒体播放类榜单的数据监控周期从每周一到每周日修改为每周五到次周四，而电台点播类榜单还是以每周一到每周日为监控周期（早期曾以每周三到次周二为监控周期）。 公告牌榜单每周二会发布最新每周榜单内容，刊载到《公告牌》杂志上却是四天后的周六。

## 榜单简介
1936年1月4日，《公告牌》发布了属于它们的第一期音乐流行潮。 而到了1940年7月，第一张音乐流行榜单被《公告牌》统计出来。接下来，《公告牌》又发布了许多音乐榜单，而这些榜单最终在1958年中期合并到百强单曲榜。百强单曲榜的统计数据整合了单曲实体唱片销售量、电台点播量、数字单曲下载量和流媒体播放量（包括YouTube及其他视频网站的数据）。所有公告牌榜单的统计数据都来自这些基本来源，只是不同榜单侧重的播放渠道或销售渠道有所差异，这是源自不同类型的音乐爱好者有他们所偏爱的电台或唱片店。这些分类型榜单都由《公告牌》内的榜单经理负责管理，他们会决定榜单数据的来源。
多年以来，按照公告牌榜单的规定，任何一首单曲必须有商业上的销售行为才会被列入到各类榜单中。不过在早期的时候，《公告牌》还没有用尼尔森音频扫描或尼尔森广播数据系统为公告牌榜单统计数据，而是采用人工向电台或唱片行获取他们手工填写的各类数据。根据《〈公告牌〉50周年纪念特刊》的记载，公告牌榜单在1991年11月正式启用“尼尔森音频扫描”作为数据来源之前，许多电台或唱片行会在唱片公司停止对某单曲的宣传之后快速删除有关该单曲的数据，因此造成很多单曲在到达最高排位之后就快速下滑并使得榜单生命周期被缩短。1990年的时候，乡村音乐榜单是第一份使用“尼尔森音频扫描”或“尼尔森广播数据系统”数据来源的公告牌榜单。而到了1991年的时候，公告牌百强单曲榜和节奏蓝调榜都采用了这些数据。时至今日，所有的公告牌榜单都采用了“尼尔森音频扫描”或“尼尔森广播数据系统”。
早期的时候，《公告牌》上刊登了各类流行榜单，例如：唱片骑师表演榜、点唱机精选榜、零售店畅销唱片榜等。而将这些榜单数据统合到一起之后就形成了“百大榜单”，而这个榜单也就是公告牌百强单曲榜的前身。1957年6月17日，点唱机精选榜终止统计；1958年7月28日，唱片骑师表演榜终止统计；1958年10月13日，零售店畅销唱片榜终止统计。1958年7月28日刊登的“百大榜单”也是最后一次使用“百大（TOP 100）”这个名字，因为在接下来的一周，榜单名正式更改为“百强（Hot 100）”。公告牌榜单发表了许多榜单，其中公告牌百强单曲榜和公告牌二百强专辑榜是最为重要的。除此之外，公告牌榜单还提供各种类型音乐的排行榜，例如：摇滚乐、乡村音乐、舞曲、蓝草音乐、爵士乐、古典音乐、节奏蓝调、嘻哈音乐、电子音乐、流行乐、拉丁音乐、基督教音乐、喜剧专辑、精选辑，甚至是手机音乐铃声。2009年，《公告牌》与MetroLyrics达成合作协议，此后每份榜单的前十名都可以展示其歌词。
每年年底的时候，公告牌榜单都会对所有榜单进行年度统计并将结果在年底的时候公布。公告牌榜单年度榜还会在《美国Top 40》和《全美乡村乐排行榜》两档广播节目的岁末特辑里进行讨论。在1991年到2006年期间里，公告牌榜单各大榜单年度榜的冠军单曲、专辑或艺人都会以“公告牌音乐奖”的形式颁发给他们。该奖项于每年12月颁发，但在2007年暂时终止，不过随后又在2011年5月重新颁发。
在1995年9月之前，单曲被许可在发行的当周进榜参与排行。而在1995年9月，公告牌榜单修改了它们的进榜政策。新的政策要求所有单曲必须在发行满一个自然周之后才能进榜（也就是发行日的次周）。也是由于这个统计政策的更改，使得不少单曲能够“空降”榜首位置。
到了1998年12月，公告牌榜单再一次修改了自己的政策。新的政策允许单曲在没有商业发行之前依靠电台点播量进榜。这次修改被认为是反映音乐业务不断变化的现实。在此之前，公告牌榜单上几乎没有因为电台或音乐电视台的点播而诞生的流行金曲。大部分主流唱片公司甚至不单独发行单曲，他们希望专辑内歌曲的神秘性能够刺激专辑的销量。因为如此，在整个1970年代之前，唱片公司们几乎没有向公众提供任何一首流行歌曲。放到现在，这简直是闻所未闻。受公告牌榜单政策修改的影响，很多影响当时流行文化的音乐流派，如神游舞曲和油渍摇滚等新流派的作品都纷纷闯入榜单。在1999年之前，很多类似的音乐都在百强单曲榜里获得不错的排名，例如：羊毛衫乐队的《爱情傻瓜》、娜塔莉·安博莉亚的《撕裂》（最高排名42位）、咕咕玩偶的《彩虹》（最高排名9位）、OMC乐队的《多奇怪》、甜蜜射线的《飞》和不要怀疑的《别说》等。
2015年6月25日，公告牌榜单更改了它们的榜单需求。美国所有新专辑的官方发售日期从周二移动到周五。受此影响，所有基于销量统计的榜单（包含单曲榜和专辑榜）都被《公告牌》和AC尼尔森修改了报告周期，以能涵盖专辑发售的前七天。由于这些变化，公告牌二百强专辑榜、热门专辑销量榜（Top Albums Sales）、各音乐类型的专辑榜、数字歌曲榜（Digital Songs）、各音乐类型的下载榜、流媒体歌曲榜（Streaming Songs）和关注各大音乐类型的流媒体统计的统计周期都被更改为本周五到次周四。关联公告牌百强单曲榜的电台歌曲榜（Radio Songs）的统计周期从本周三到下周二修改为周一到周日，而其他的电台榜单或类型标签榜单也都遵从周一到周日的统计周期。此举被认为是配合IFPI在全球将单曲及专辑的销售日修改为周五。

### 数字时代的变更
从2005年开始，《公告牌》改变了公告牌榜单的统计方式，开始将部分网络音乐销售渠道的付费音乐下载数据引入到统计中来，这些渠道包括狂想曲音乐网站、亚马逊MP3和iTunes等。这次改革还允许歌曲在不考虑是否有电台点播数据的情况下直接进榜，这就意味着未来的歌曲可以不通过电台点播就进入公告牌百强单曲榜，并且歌曲可以仅根据网络下载而获得排榜资格。
2007年7月31日，公告牌榜单修改了公告牌百强单曲榜的统计数据权重，开始将流媒体播放数据计入其中。当时流媒体数据主要采集自雅虎和美国在线等流媒体平台。这次修改仅限于公告牌百强单曲榜，而且影响也微不足道，因为流媒体数据权重仅占整体数据的5%。
2012年10月，公告牌榜单戏剧性地修改了它们在乡村音乐、摇滚乐、拉丁音乐和说唱音乐榜单的统计方式，开始将数字音乐下载数据和流媒体播放数据加入到此前仅统计电台播放量数据的榜单里。另外一个大变化就是公告牌榜单对电台播放量的统计方式不再是局限某几个特定类型电台的数据，而是拓展到所有类型的电台播放数据。 这次改变在2013年扩展到它们的基督教音乐和福音音乐榜单上。
2013年2月20日，公告牌榜单宣布将YouTube纳入到其榜单对流媒体播放数据的采集来源中。YouTube数据的整合使得公告牌榜单计算公式中增加了有关网络音频点播和有关网络音频广播的两个数据。这里计入统计的YouTube的流媒体来源包括官方发布的视频、Vevo在YouTube上发布的视频和用户利用授权音频制作的视频剪辑。《公告牌》认为这次统计公式的调整反映的当下全球音乐消费的不同平台。

## 专辑榜单
| 榜单名称                         | 统计排名 | 榜单描述 |
| -------------------------------- | -------- | --- |
| 公告牌二百强专辑榜               | 200      | 行业标准。包括任何类型的音乐专辑。 榜单不区分新专辑或目录专辑。 统计数据包含来自流媒体的点播服务。                                                               |
| 专辑畅销榜                       | 100      | 纯粹统计专辑销量的榜单 |
| 新歌专辑畅销榜                   | 100      | 纯粹统计专辑销量的榜单，但是排除了对目录专辑的统计。 |
| 目录专辑流行榜                   | 50       | 收录销售周期长达18个月以上以及在公告牌二百强专辑榜低于100名的目录专辑。                                                                                          |
| 网购专辑榜                       | 40       | 根据互联网渠道购买实体唱片的销量而进行排名的榜单。 |
| 潮流制造者                       |          | 根据“对独立商店或小型区域连锁店的影响力”而进行排序的专辑榜。 |
| 数字专辑榜                       | 50       | |
| 最佳熱門發現專輯榜               | 40       | 上榜的歌手、组合或乐队从未有任何一张专辑进入过公告牌二百强专辑榜前100名；一旦有专辑进入公告牌二百强专辑榜前100名，那么他们的后续任何一张专辑都不再符合上榜需求。 |
| 最佳熱門發現專輯榜（东北中央区） |          | |
| 最佳熱門發現專輯榜（中大西洋区） |          | |
| 最佳熱門發現專輯榜（西部山脉区） |          | |
| 最佳熱門發現專輯榜（东北区）     |          | |
| 最佳熱門發現專輯榜（太平洋区）   |          | |
| 最佳熱門發現專輯榜（南大西洋区） |          | |
| 最佳熱門發現專輯榜（南部中央区） |          | |
| 最佳熱門發現專輯榜（西北中央区） |          | |
| 独立专辑榜                       | 50       | 针对独立唱片厂牌所发行专辑而进行排行的前50名榜单。 |
| 摇滚专辑榜                       | 50       | |
| 另类摇滚专辑榜                   | 25       | |
| 硬式摇滚专辑榜                   | 25       | |
| 美式乡村 / 民谣专辑榜            | 25       | |
| 节奏蓝调 / 嘻哈音乐专辑榜        | 50       | |
| 节奏蓝调 / 嘻哈音乐目录专辑榜    | 25       | |
| 饶舌音乐专辑榜                   | 25       | |
| 节奏蓝调音乐专辑榜               | 25       | 榜单所统计专辑销售数据源自尼尔森音乐。所入榜专辑必须是发行周期少于18个月或虽发行周期长于18个月却排名仍在公告牌二百强专辑榜前100名的专辑。                        |
| 乡村音乐专辑榜                   | 50       | |
| 乡村音乐目录专辑榜               | 25       | |
| 蓝草音乐专辑榜                   | 15       | |
| 拉丁音乐专辑榜                   | 30       | 根据每周最畅销的拉丁音乐专辑进行排榜。所有入榜专辑的歌曲至少要有51%以上的内容为西班牙语演唱。                                                                    |
| 墨西哥地区专辑榜                 |          | |
| 拉丁流行专辑榜                   | 30       | |
| 热带专辑榜                       |          | |
| 拉丁节奏专辑榜                   |          | |
| 古典专辑榜                       |          | |
| 传统古典专辑榜                   |          | |
| 古典跨界专辑榜                   |          | |
| 中低成本古典专辑榜               |          | |
| 基督教音乐专辑榜                 | 50       | |
| 福音音乐专辑榜                   | 40       | |
| 基督教音乐与福音音乐专辑榜       |          | |
| 爵士乐专辑榜                     | 35       | |
| 传统爵士乐专辑榜                 | 15       | |
| 现代爵士乐专辑榜                 | 15       | 1987年2月28日首度推出，当时榜单有25个排位。 |
| 舞曲 / 电子乐专辑榜              | 25       | |
| 蓝调音乐专辑榜                   |          | |
| 音乐剧原声带专辑榜               |          | 以音乐原声带专辑销量为排榜数据。 |
| 喜剧专辑榜                       |          | |
| 合辑专辑榜                       | 20       | |
| 节日专辑榜                       | 50       | 参见全美畅销基督教音乐专辑列表。 |
| 儿童专辑榜                       | 15       | |
| 新世纪音乐专辑榜                 |          | |
| 雷鬼音乐专辑榜                   |          | |
| 原声带专辑榜                     | 30       | |
| 黑胶唱片专辑榜                   | 25       | |
| 世界音乐专辑榜                   | 15       | 1990年5月19日首度推出。 依据世界音乐专辑销量排序，包括目录专辑。                                                                                                 |
| 加拿大专辑榜                     | 100      | |

* 目录专辑（Catalog Albums）指的是在美国本土销售周期长达18个月以上且排名未在公告牌二百强专辑榜前100名的专辑或没有任何新歌的精选辑、复刻版专辑等形式的音乐专辑。

## MV榜单
| 榜单名称            | 统计排名 | 榜单描述                             |
| ------------------- | -------- | ------------------------------------ |
| 音乐录影带DVD销量榜 | 100      | 行业标准。包括任何类型音乐的MV专辑。 |

## 其他榜单
2010年12月，《公告牌》宣布推出一个名为“社交艺人五十强”的新榜单，该榜单根据艺人在全球各大主要社交网站的活跃度进行排名。社交艺人五十强的排行数据主要来自艺人在MySpace、YouTube、Facebook、Twitter、iLike等社交媒体每周新增朋友、追随者、粉丝数，以及每周其页面的浏览量和歌曲播放量。
2011年1月，《公告牌》发布了另外一张榜单，名为“未知艺人榜”。上榜艺人为尚未出现在任何公告牌榜单旗下主要榜单的新生代艺人或发展中艺人，同时榜单“……不区分（艺人）国籍”。 该榜单基于艺人在Facebook和MySpace等社交网站上的浏览量和粉丝数。为了上榜，艺人必须注册为MySpace的音乐艺人，同时其与其作品尚未出现在任何公告牌主要榜单上。
2014年5月，《公告牌》停止在美国更新“韩国流行音乐百强榜（Korea K-Pop Hot 100）”之后，公告牌韩流区依旧更新韩国艺人在各大公告牌榜单上的排名信息。
2014年，公告牌艺人百强榜推出。

## 延伸阅读
- Durkee, Rob. "American Top 40: The Countdown of the Century." Schriner Books, New York City, 1999.

- Battistini, Pete. "American Top 40 with Casey Kasem The 1970s." Authorhouse.com, 2005-01-31.  ISBN 1-4184-1070-5

- Parker, Martin. . Popular Music. 1991, 10 (2): 205–17. doi:10.1017/s0261143000004517.

- Hakanen, Ernest. . Popular Music. 1998, 17 (1): 98–111. doi:10.1017/s0261143000000507.

- . Nielsen Business Media Inc. 2009  [2014-02-10]. （原始内容存档于2012-05-11）.

- . Nielsen Business Media Inc. 2009  [2014-02-10]. （原始内容存档于2009-10-20）.

- . MetroLyrics.   [2010-09-05]. （原始内容存档于2012-05-11）.